# Poisieux
Poisieux är en kommun i departementet Cher i regionen Centre-Val de Loire i de centrala delarna av Frankrike. Kommunen ligger  i kantonen Chârost som tillhör arrondissementet Bourges. År 2022 hade Poisieux 217 invånare.

## Befolkningsutveckling
Antalet invånare i kommunen Poisieux
Referens:INSEE